# Jürgen Kasek

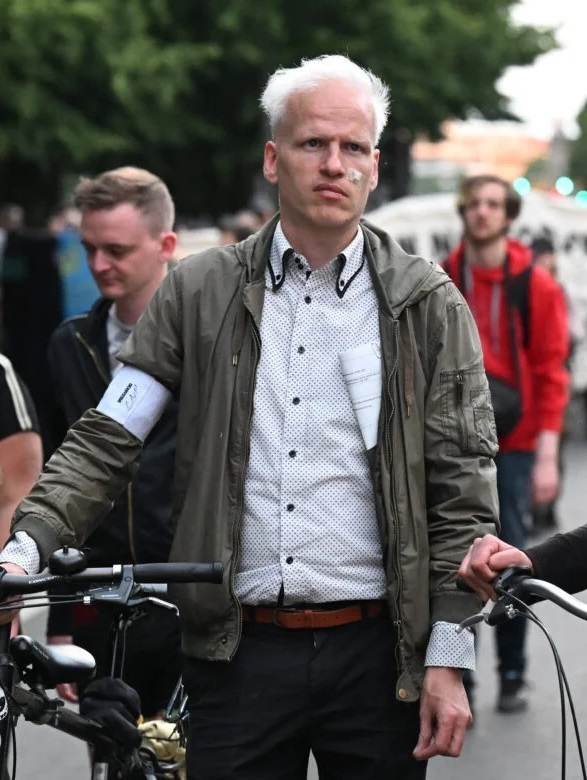
Jürgen Kasek, 2024

Jürgen Kasek (geboren am 11. November 1980 in Markranstädt) ist ein deutscher Politiker und Jurist. Von Dezember 2014 bis März 2018 war er Landesvorstandssprecher des sächsischen Landesverbandes von Bündnis 90/Die Grünen.

## Leben und Wirken
Kasek wuchs in Leipzig auf. Dort machte er seinen Zivildienst und studierte anschließend Rechtswissenschaft. 2006 legte er das erste, 2008 das zweite Staatsexamen ab. Er praktizierte seit 2009 als selbstständiger Rechtsanwalt in seiner Heimatstadt und ist Vater zweier Kinder. 2022 wurde ihm die Zulassung entzogen. Er ist weiterhin als Volljurist tätig.
Kasek ist derzeit beim Mietenbündnis „Leipzig für Alle“, beim Aktionsnetzwerk „Leipzig nimmt Platz“ und beim BUND Leipzig aktiv.
Kasek engagiert sich im Bereich des Umwelt- und Naturschutzes, von 2009 bis 2013 war er Vorsitzender des Stadtverbandes Leipzig des BUND.
Kasek ist Mitglied von Bündnis 90/Die Grünen. Er arbeitete unter anderem für die Bundestagsabgeordnete Monika Lazar. Von 2007 bis 2014 war er Vorstandssprecher des Kreisverbandes Leipzig. Ab Dezember 2014 war Kasek der Vorstandssprecher des Landesverbandes, er bildete in dieser Funktion eine Doppelspitze mit Christin Melcher. Nachdem ihm Kritiker vorgeworfen hatten, sich zu sehr um die Bekämpfung des Rechtsextremismus und zu wenig um andere Themen gekümmert zu haben, unterlag Kasek auf einem Parteitag Ende März 2018 bei einer erneuten Kandidatur für diesen Posten gegen Norman Volger. 2019 verzichtete er auf eine Kandidatur zur sächsischen Landtagswahl. Von 2019 bis 2024 war er im Leipziger Stadtrat.

## Kontroversen
Im Februar 2024 wurde Kasek wegen Verwahrungsbruch und Übler Nachrede zu einer Strafe von 80 Tagessätzen zu je 35 Euro verurteilt. Ihm lag zur Last, in seiner damaligen Tätigkeit als Rechtsanwalt übersandte Gerichtsakten etwa zwei Jahre zu spät zurückgegeben und hierfür fälschlich eine frühere Mitarbeiterin verantwortlich gemacht zu haben.
Für die Kommunalwahl im Juni 2024 wurde er aufgrund „grenzüberschreitenden Verhaltens“ von dem Kreisverband seiner Partei im Wahlkampf zunächst nicht unterstützt. Das Landesschiedsgericht entschied hingegen, dass Kasek im Wahlkampf weiterhin mit vorhandenen Ressourcen und Wahlplakaten unterstützt werden müsse. Trotz mehrmaliger Aufforderungen hat der Kreisverband die Vorwürfe gegenüber dem Gericht nicht benannt.